# Copa Confederacions 2017
La X Copa Confederacions se celebrà l'any 2017 a Rússia, organitzadora de la Copa del Món de Futbol de 2018.

## Participants
En aquesta edició participaran les següents seleccions:
| Amfitrió                         | Rússia:organitzador de la Copa del Món de Futbol de 2018    |
| Copa del Món de Futbol           | Alemanya: Campió de la Copa del Món de Futbol de 2014       |
| UEFA (Europa)                    | Portugal: Campió de l'Eurocopa 2016                         |
| CONMEBOL (Sud-amèrica)           | Xile: Campió de la Copa Amèrica 2015                        |
| CONCACAF (Nord i Centre-amèrica) | Mèxic: Campió de la Copa d'Or de la CONCACAF de 2015        |
| AFC (Àsia)                       | Austràlia: Campió de la Copa d'Àsia de 2015                 |
| CAF (Àfrica)                     | Camerun: Campió de la Copa d'Àfrica de Nacions 2017         |
| OFC (Oceania)                    | Nova Zelanda: Campió de la Copa de Nacions de l'OFC de 2016 |

## Estadis
De moment ja hi ha 4 ciutats confirmades per a allotjar aquest torneig.
| Kazan             | Sotxi             | Moscou            | San Petersburg    |
| ----------------- | ----------------- | ----------------- | ----------------- |
| Kazan Arena       | Olímpic de Sotxi  | Otkritie Arena    | Estadi Krestovsky |
| Capacitat: 45.105 | Capacitat: 47.659 | Capacitat: 44.000 | Capacitat: 69.501 |
| Kazan Arena       | Olímpic de Sochi  | Otkrytie Arena    | Estadi Krestovsky |

## Fase de Grups
Els equips en primer i segon lloc es classificaran per a les semifinals. Les classificacions dels equips en cada grup es determina per:
1. Punts
2. Diferència de gols
3. Gols a favor

### Grup A
| Pos | Equip        | PJ | PG | PE | PP | GF | GC | DG | Pts | Classificació        |
| --- | ------------ | -- | -- | -- | -- | -- | -- | -- | --- | -------------------- |
| 1   | Portugal     | 3  | 2  | 1  | 0  | 7  | 2  | +5 | 7   | Avancen a semifinals |
| 2   | Mèxic        | 3  | 2  | 1  | 0  | 6  | 4  | +2 | 7   | Avancen a semifinals |
| 3   | Rússia (H)   | 3  | 1  | 0  | 2  | 3  | 3  | 0  | 3   | Eliminats            |
| 4   | Nova Zelanda | 3  | 0  | 0  | 3  | 1  | 8  | −7 | 0   | Eliminats            |

| Rússia                       | 2-0     | Nova Zelanda |
| ---------------------------- | ------- | ------------ |
| Boxall 31' (pp) · Smólov 69' | Detalls |              |

| Portugal                  | 2-2     | Mèxic                        |
| ------------------------- | ------- | ---------------------------- |
| Quaresma 34' · Cédric 86' | Detalls | Hernández 42' · Moreno 90+1' |

| Rússia | 0-1     | Portugal   |
| ------ | ------- | ---------- |
|        | Detalls | Ronaldo 8' |

| Mèxic                     | 2-1     | Nova Zelanda |
| ------------------------- | ------- | ------------ |
| Jiménez 54' · Peralta 72' | Detalls | Wood 42'     |

| Mèxic                   | 2-1     | Rússia      |
| ----------------------- | ------- | ----------- |
| Araujo 30' · Lozano 72' | Detalls | Samédov 25' |

| Nova Zelanda | 0-4     | Portugal                                                    |
| ------------ | ------- | ----------------------------------------------------------- |
|              | Detalls | Ronaldo 33' (p.) · B. Silva 37' · A. Silva 80' · Nani 90+1' |

### Grup B
| Pos | Equip     | PJ | PG | PE | PP | GF | GC | DG | Pts | Classificació        |
| --- | --------- | -- | -- | -- | -- | -- | -- | -- | --- | -------------------- |
| 1   | Alemanya  | 3  | 2  | 1  | 0  | 7  | 4  | +3 | 7   | Avancen a semifinals |
| 2   | Xile      | 3  | 1  | 2  | 0  | 4  | 2  | +2 | 5   | Avancen a semifinals |
| 3   | Austràlia | 3  | 0  | 2  | 1  | 4  | 5  | −1 | 2   | Eliminats            |
| 4   | Camerun   | 3  | 0  | 1  | 2  | 2  | 6  | −4 | 1   | Eliminats            |

| Camerun | 0-2     | Xile                     |
| ------- | ------- | ------------------------ |
|         | Detalls | Vidal 81' · Vargas 90+1' |

| Austràlia             | 2-3     | Alemanya                                    |
| --------------------- | ------- | ------------------------------------------- |
| Rogic 41' · Juric 56' | Detalls | Stindl 5' · Draxler 44' (p.) · Goretzka 48' |

| Camerun              | 1-1     | Austràlia              |
| -------------------- | ------- | ---------------------- |
| Zambo Anguissa 45+1' | Detalls | Mark Milligan 60' (p.) |

| Alemanya   | 1-1     | Xile       |
| ---------- | ------- | ---------- |
| Stindl 41' | Detalls | Sánchez 6' |

| Alemanya                       | 3-1     | Camerun       |
| ------------------------------ | ------- | ------------- |
| Demirbay 48' · Werner 66', 81' | Detalls | Aboubakar 78' |

| Xile          | 1-1     | Austràlia  |
| ------------- | ------- | ---------- |
| Rodríguez 67' | Detalls | Troisi 42' |

## Eliminatòries
|  | Semifinals        | Semifinals |                            |   | Final | Final |
|  |                   |            |                            |   |       |       |
|  | 28 juny — Kazan   |            |                            |   |       |       |
|  |                   |            |                            |   |       |       |
|  | Portugal          | 0 (0)      |                            |   |       |       |
|  | Portugal          | 0 (0)      | 2 juliol — Sant Petersburg |   |       |       |
|  | Xile              | 0 (3)      |                            |   |       |       |
|  | Xile              | 0 (3)      | Xile                       | 0 |       |       |
|  | 29 juny — Sotxi   |            | Xile                       | 0 |       |       |
|  |                   | Alemanya   | 1                          |   |       |       |
|  | Alemanya          | Alemanya   | 1                          | 4 |       |       |
|  | Alemanya          |            |                            | 4 |       |       |
|  | Mèxic             | 1          |                            |   |       |       |
|  | Mèxic             | 1          | Partit pel tercer lloc     |   |       |       |
|  |                   |            |                            |   |       |       |
|  | 2 juliol — Moscou |            |                            |   |       |       |
|  |                   |            |                            |   |       |       |
|  | Portugal          | 2          |                            |   |       |       |
|  | Portugal          | 2          |                            |   |       |       |
|  | Mèxic             | 1          |                            |   |       |       |

### Semifinals
| Portugal                   | 0–0 (pr.) | Xile                       |
| -------------------------- | --------- | -------------------------- |
|                            | Detalls   |                            |
| Tanda de penals            |           |                            |
| Quaresma · Moutinho · Nani | 0–3       | Vidal · Aránguiz · Sánchez |

| Alemanya                                    | 4–1     | Mèxic      |
| ------------------------------------------- | ------- | ---------- |
| Goretzka 6', 8' · Werner 59' · Younes 90+1' | Detalls | Fabián 89' |

### Partit pel tercer lloc
| Portugal                      | 2–1 (pr.) | Mèxic           |
| ----------------------------- | --------- | --------------- |
| Pepe 90+1' · Adrien 104' (p.) | Detalls   | Neto 54' (p.p.) |

### Final
| Xile | 0–1     | Alemanya   |
| ---- | ------- | ---------- |
|      | Detalls | Stindl 20' |

## Estadístiques

### Golejadors
3 gols
- Leon Goretzka
- Timo Werner
- Lars Stindl

2 gols
- Cristiano Ronaldo

1 gol
- Julian Draxler
- Kerem Demirbay
- Amin Younes
- Tomi Juric
- Mark Milligan
- Tom Rogic
- Jamos Troisi
- Vincent Aboubakar
- André-Frank Zambo Anguissa
- Néstor Araujo
- Marco Fabián
- Javier Hernández
- Raúl Jiménez
- Hirving Lozano
- Héctor Moreno
- Oribe Peralta
- Chris Wood
- Adrien Silva
- Cédric
- Nani
- Pepe
- Ricardo Quaresma
- André Silva
- Bernardo Silva
- Aleksandr Samédov
- Fyodor Smolov
- Martín Rodríguez
- Alexis Sánchez
- Eduardo Vargas
- Arturo Vidal

1 gol en pròpia porteria
- Michael Boxall (per  Rússia)
- Luís Neto (per  Mèxic)

Font: FIFA